# اورورا (اوهایو)
اورورا(به انگلیسی: Aurora) شهری در ایالت اوهایو کشور ایالات متحده آمریکا است که جمعیت آن در سرشماری سال ۲۰۱۰ میلادی، ۱۵٬۵۴۸ نفر بوده‌است.